# Албърт Ейлър
Албърт Ейлър (на английски: Albert Ayler) е американски авангарден джаз саксофонист, певец и композитор.
Ейлър е сред най-видните фрий джаз музиканти на 60-те години; музикалният критик Джон Литуайлър отбелязва, че „никога преди или след това не е имало такава гола агресия в джаза“. Той притежава дълбоки, изгарящи тонове – което постига с помощта на твърди пластмасови платъци Файбъркейн №4 на своя тенор саксофон – и използва широк, изпълнен с патос вибрато.
Неговите звукозаписи с трио и квартет от 1964 година, като Spiritual Unity и The Hilversum Session, демонстрират как той разпростира импровизационните идеи на Джон Колтрейн и Орнет Колман в абстрактни пространства, където гръбнакът на музиката е цялостният тембър, а не просто основно хармонията с мелодия. Неговата екзалтираща музика от 1965 и 1966 година, като Spirits Rejoice и Truth Is Marching In, е сравнявана от критиците със звука на духов оркестър, и включва прости, маршовидни теми, които се редуват с диви групови импровизации и които са смятани за възраждане на корените от преди Луис Армстронг.

## Биография
Роден е в Кливланд Хайтс, щата Охайо. Отначало е обучен да свири на алт саксофон от баща си Едуард, с когото изпълнява дуети в църквата. Ученик е в гимназията Джон Адамс Хай Скул в Източната част на Кливланд, като завършва през 1954 г. на възраст 18 години. По-късно се изучава в Музикалната академия в Кливланд при джазовия саксофонист Бени Милър. Освен това той свири на обой в гимназията. Като юноша проявява такова умение при свиренето, че в Кливланд става известен като Литъл Бърд (в превод: 'Малката птица'), очевидно по подобие на Чарли Паркър, който е наричан Бърд ('Птицата').
През 1952 г., когато е на 16 години, Ейлър започва да свири на тенор, който е с барова естетика, крякащ и близък до ритъм енд блуса, и прекарва две летни ваканции с бенда на Литъл Уолтър, блус певец и изпълнител на хармоника. След като завършва гимназията влиза в армията, където импровизира (т.нар. „джеминг“) с други постъпили музиканти, включително тенор саксофониста Стенли Търънтайн. Свири и в полковия бенд. През 1959 г. е разквартируван във Франция, където е изложен на влиянието на военната музика, която ще се окаже ключов фактор в по-късната му работа. След като се уволнява от армията, Ейлър броди из Лос Анджелис и Кливланд, където си търси работа, но бунтарският му начин на свирене не е добре посрещнат от традиционалистите, тъй като страни от традиционната хармония.
Преустановява се в Швеция през 1962 г., където започва звукозаписната му кариера и където води шведски и датски групи по радио сесии. Импровизира като неплатен член на бенда на Сесил Тейлър през зимата на 1962 – 1963. Издава албума My Name Is Albert Ayler, сесия от джаз стандарти, записани за копенхагенска радиостанция с местни музиканти, включително Нилс Хенинг Йорстед Педерсен и барабаниста Рони Гардинър. Ейлър свири на тенор и сопрано на композиции като Summertime.

## Енергийна музика
Ейлър се връща в Съединените щати и се установява в Ню Йорк, където сглобява ключово трио с контрабасиста Гари Пийкок и барабаниста Съни Мъри, като групата записва пробивния албум Spiritual Unity за „Ий Ес Пи Диск Рекърдс“, 30 минути наситена свободна импровизация. Приет отворено от нюйоркски джаз лидери като Ерик Долфи, който според някои източници го нарича най-добрия изпълнител, който някога е виждал, Ейлър си извоюва уважение и публика. Той повлиява музикално на зараждащата се нова генерация джаз музиканти, както и на ветерани като Джон Колтрейн. През 1964 г. обикаля по турнета из Европа, където триото е подкрепено от тромпетиста Дон Чери, и записва и издава като The Hilversum Session.
Триото на Ейлър създава категорично фрий джаз звучене. Мъри рядко докарва ритмичен и постоянен пулс, а сола̀та на Ейлър бягат от канона. Но триото твори в традицията на джаза. Следващата поредица от групи на Ейлър, заедно с неговия брат тромпетист Доналд, са коренна противоположност. Като се започне с албума Bells, концертен от Нюйоркското кметство, с Доналд Ейлър, Чарлс Тайлър, Люис Уоръл и Съни Мъри, Ейлър се ориентира към изпълнения, които са верига от теми за военен оркестър или близки до мариачи, редуващи се с обертонове и мултифонични свободно импровизирани групови сола, диво и уникално звучене, което пренася джаза обратно до корените му с колективната импровизация от преди ерата на Луис Армстронг. Новото звучене е утвърдено в студийния албум Spirits Rejoice, записано от същата група в залата Джъдсън Хол в Ню Йорк. В интервю от 1970 година Ейлър определя по-късните стилове като „енергийна музика“, контрастирайки с „космическия бибоп“ на Колтрейн и отначало на самия Ейлър. Този подход продължава при The Village Concerts и с Ейлър на борда „Ий Ес Пи“ се утвърждава като водеща компания във фрий джаза.
През 1966 г. Ейлър подписва с „Импълс Рекърдс“ по настояването на Джон Колтрейн, звездната придобивка на лейбъла по това време. Но дори с „Импълс“ радикално различната музика на Ейлър не намира значителна аудитория. Колтрейн умира през 1967 и Ейлър е един от неколцината музиканти, изпълняващи на погребението му. По-късно братът на Албърт, Доналд Ейлър, изпитва, по свои думи, нервно разстройство. В писмо до Крикет, музикално списание от Нюарк, Албърт Ейлър описва очевидство на странен обект в небето и той и брат му повярват, че „имат верния печат на Всевишния Бог на челата си.“

## Последни години
През следващите две, две и половина години Ейлър се ориентира към записване на музика, която никак не е лишена от рокендрол, често с утопични, дори хипарски текстове, предоставяни от приятелката му Мери Мария Паркс. Ейлър се вдъхновява от ранната си кариера, внедрявайки количество ритъм енд блус с фънки, електрически ритъм секции и допълнителни духови инструменти (включително шотландска планинска гайда) в някои песни. Love Cry от 1967 година е стъпка в тази насока, а студийните записи на Ейлъровите концертни основи като Ghosts и Bells са с по-малко свободна импровизация и повече време, отделено на темите.
Следва ритъм енд блус албумът New Grass, който е лошо посрещнат от почитателите му, считайки го за най-лошата му творба. След търговския му провал, Ейлър се опитва да свърже по-ранните си „космически бибоп“ записи със звученето на New Grass в последния си студиен албум Music Is The Healing Force Of The Universe. Той включва рок музиканти като Хенри Вестин от Кент Хийт и джаз музиканти като пианиста Боби Фю.
През юли 1970 г. Ейлър се връща в идиома на фрий джаза за група представления във Франция (включително във Фондация Мегт), но групата, която събира (Кол Коб, басиста Стийв Тинтуайс и барабаниста Алън Блеърман), не е счетена за подхождаща на калибъра на по-ранните му състави.
Ейлър изчезва на 5 ноември 1970 г. и тялото му е намерено мъртво в река Ийст Ривър в Ню Йорк на 25 ноември 1970 г., като предполагаемата причина е самоубийство. В обращение са слухове, че Ейлър е бил убит. По-късно Паркс казва, че Ейлър се е чувствал депресиран и виновен, упреквайки се за проблемите на брат си. Тя твърди, че скоро преди смъртта си, той на няколко пъти е заплашвал с отнемане на живота си, размазвайки един от саксофоните си в телевизора им след като тя се е опитала да го разубеди, след това се качва на ферибота за Статуята на свободата и скача от нея при приближаването на остров Либърти. Погребан е в Кливланд, Охайо.

## Влияние и памет
На своя албум от 1969 г. Folkjokeopus английският китарист и бард Рой Харпър посвещава песента One For All (One For Al) на Албърт Ейлър, „когото познавах и обичах по време на престоя ми в Копенхаген“. Харпър счита Ейлър за „един от водещите джазмени на епохата“. В албумните бележки към Folkjokeopus Харпър заявява, че „По много начини той (Ейлър) беше кралят.“
Нестандартният подход на Ейлър към музикалната композиция и мистериозните обстоятелства около смъртта му го превръщат в един от малкото култове към джаз творци в историята на този жанр. Ghosts и неговата пластична, напевна мелодия (сякаш напомняща за детска песен), е неговата най-известна композиция. Тя се е превърнала в нещо като фрий джаз стандарт, кавърирана от музиканти като Лестър Бауи на All The Magic (1982), Гери Уиндоу, Юджийн Чедбърн, Крейзи Бекуардс Алфабет, Джо Макфий, Джон Чикай, Кен Вандермарк и други. Саксофонистът Марс Уилямс води група, наречена „Уичес Енд Девълс“ (в превод: 'Вещици и дяволи'), наречена по името на една от Ейлъровите композиции, и записва част от творбите му. Квартетът Дай Лайк А Дог Куортит на Питър Брьоцман е група, до известна степен посветена на Ейлър. Записът Little Birds Have Fast Hearts ('На малките птици сърцата им хвърчат бързо') използва младежкия прякор на Ейлър. „Арт Онсомбъл Ъф Шикаго“ записва Lebert Aaly. dedicated to Albert Ayler ('посвещава се на Албърт Ейлър') за Phase One (1971). Посвещението на Дейвид Мъри Flowers For Albert ('Цветя за Албърт') се появява на Flowers For Albert: The Complete Concert (1976), Solo Live (1980), Murray's Steps (1984), Acoustic Octfunk (1994), South Of The Border (1995) и The Tip (1995) и е презаписван от Тициана Симона и „Скаталайтс“. Бас-китаристът Джерам Паркър Уелс продуцира Meditations On Albert Ayler с Тони Бианко на барабаните и Лутър Томас на алт саксофона. Тази импровизация на концертното трио е продуцирана за и издадена от „Ейлър Рекърдс“ за 71-вия рожден ден на Ейлър.
На 20 септември 1996 г. е проведен първият Фестивал на Албърт Ейлър в Уошингтън Скуеър Чърч в Гринуич Вилидж, Ню Йорк. В този ден звучат изпълненията на Гери Лукас, Амири Барака, Джо Макфий Куортит, Питър Брьоцман, Томас Боргман Куортит, Джо Джардуло Куортит, Съни Мъри, Джоузеф Джарман и Търстън Мор.
Марк Рибо цитира Ейлър като фактор в музикалното си развитие и често изпълнява неговите композиции. Той записва Bells на Shrek (1994), Ghosts на Don't Blame Me (1995), Saints и Witches & Devils на Saints (2001), а през 2005 година издава албума Spiritual Unity, състоящ се изцяло от творби на Ейлър и посветен на етиката на колективната импровизация.
През 2005 г. шведският филмов деец Каспер Колин издава документалния филм My Name Is Albert Ayler ('Името ми е Албърт Ейлър'), посветен на живота на Ейлър. Филмът включва подробни разговори с Едуард, бащата на Ейлър, и неговия брат Доналд, както и единствените концертни видеозаписи на Ейлър, за които има сведения (от концерти в Швеция и Франция).
Ейлър е подробно описан в мангата Astral Project на Гарон Цучия.
|  | Тази страница частично или изцяло представлява превод на страницата Albert Ayler в Уикипедия на английски. Оригиналният текст, както и този превод, са защитени от Лиценза „Криейтив Комънс – Признание – Споделяне на споделеното“, а за съдържание, създадено преди юни 2009 година – от Лиценза за свободна документация на ГНУ. Прегледайте историята на редакциите на оригиналната страница, както и на преводната страница, за да видите списъка на съавторите. ВАЖНО: Този шаблон се отнася единствено до авторските права върху съдържанието на статията. Добавянето му не отменя изискването да се посочват конкретни източници на твърденията, които да бъдат благонадеждни. |